# Нью-йоркская шляпка
«Нью-йоркская шляпка» (англ. The New York Hat) — американский чёрно-белый немой короткометражный фильм-драма режиссёра Дэвида Уорка Гриффита с участием популярной актрисы немого кино Мэри Пикфорд. Фильм снят в 1912 году по сценарию известных женщин-сценаристок Аниты Лус и Фрэнсис Марион.

## Сюжет
Молли Гудхью ведёт унылую, нищую жизнь, в основном из-за скупости своего отца. Перед смертью, её мать, миссис Гудхью, зная о скупости своего супруга, дала пастору Болтону некую сумму денег, для того чтоб он время от времени прикупал кое-что для Молли из одежды. Так в жизни Молли появляется обновка — маленькая шляпка, купленная для неё пастором, которая приводит её в неописуемый восторг. Однако обыватели небольшого городка в штате Вермонт превратно истолковали такую покупку пастора, обвинив его в развращении прихожанок. В небольшом городке, где живёт Молли пошли пересуды о том, с какой целью пастор делает девушке такие подарки, ведь никто не знает о том, что пастор выполняет предсмертную просьбу её матери. А её отец в ярости рвёт эту злополучную шляпку. Молли в отчаянии. Пастору Болтону ничего не остаётся, как открыть людям правду. Он показывает предсмертное письмо миссис Гудхью, в котором говорится об оставленной ею сумме для Молли. Недоразумение исчерпано, и вскоре после этого девушка принимает предложение руки и сердца от пастора Болтона.
…Во всей своей полноте талант Гриффита проявляется там, где он сводит сюжет к простому повествованию, как например, в «Нью-йоркской шляпке», написанной Анитой Лус и сыгранной Мэри Пикфорд и Лайонелом Бэрримором. Это превосходно сделанная и острая критика лицемерных нравов избирателей маленьких американских городков, предвещающая появление «Пилигрима» Чарли Чаплина.

## В ролях
- Мэри Пикфорд — мисс Молли Гудхью
- Чарльз Хилл Майлз — мистер Гудхью (её отец)
- Кейт Брюс — миссис Гудхью (её мать)
- Лайонел Бэрримор — пастор Болтон
- Альфред Пегит — доктор
- Клер МакДауэлл — первая сплетница
- Мэй Марш — вторая сплетница
- Клара Т. Брэйси — третья сплетница
- Мэдж Кирби — хозяйка магазина
- Лиллиан Гиш — покупательница в магазине / барышня у церкви
- Джек Пикфорд — юноша среди молодёжи у церкви
- Роберт Харрон — юноша среди молодёжи у церкви
- Дороти Гиш — (в титрах не указана)
- Мак Сеннет — (в титрах не указан)

## Дополнительные сведения
- Премьера фильма в США состоялась 5 декабря 1912 года.

- «Нью-йоркская шляпка» является одной из наиболее заметных короткометражных лент, снятых в студии Biograph, и, пожалуй, самая известная из ранних работ Мэри Пикфорд[2]. После съёмок в «Нью-йоркской шляпке», Пикфорд снимется ещё в одной работе Гриффита («Незваный гость», 1913), в дальнейшем пути их разойдутся. Мэри Пикфорд будет какое-то время задействована в спектакле «Хороший маленький дьявол» на Бродвее, после она перейдёт работать к Адольфу Цукору в его студию Famous Players[3]. Гриффит через пару лет начнёт снимать свои полнометражные шедевры, Пикфорд же станет звездой коммерчески успешных романтических комедий.

- Это всего лишь третья сценарная работа в будущем знаменитой сценаристки и писательницы Аниты Лус, по сценариям которой будет снято около полутора сотен фильмов, в том числе таких известных, как «Нетерпимость» того же Уорка Гриффита (1916), «Сан-Франциско» (1936, реж. В. С. Ван Дайк), «Женщины» (1939, реж. Джордж Кьюкор), «Дерево растёт в Бруклине» (1945, реж. Элиа Казан), «Джентльмены предпочитают блондинок» (1953, реж. Говард Хоукс)…

## Примечания

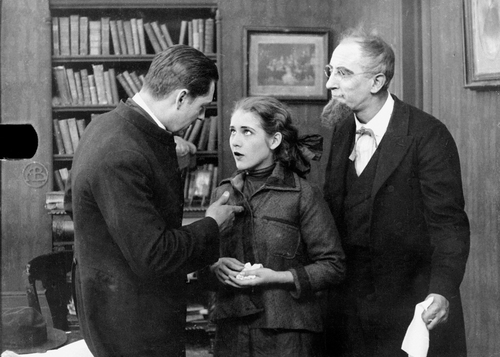
Слева направо: Лайонел Бэрримор, Мэри Пикфорд и Чарльз Хилл Майлз в кадре из фильма «Нью-йоркская шляпка»